# Svarttjärnen (Orsa socken, Dalarna, 680065-144622)
Svarttjärnen är en sjö i Orsa kommun i Dalarna och ingår i Dalälvens huvudavrinningsområde. Sjön har en area på 0,0671 kvadratkilometer och ligger 498,1 meter över havet.

## Delavrinningsområde
Svarttjärnen ingår i det delavrinningsområde (679983-144575) som SMHI kallar för Namn saknas. Medelhöjden är 492 meter över havet och ytan är 5,73 kvadratkilometer. Det finns ett avrinningsområde uppströms, och räknas det in blir den ackumulerade arean 14,72 kvadratkilometer. Ångsvasseln som avvattnar avrinningsområdet har biflödesordning 4, vilket innebär att vattnet flödar genom totalt 4 vattendrag innan det når havet efter 359 kilometer. Avrinningsområdet består mestadels av skog (53 procent) och sankmarker (46 procent). Avrinningsområdet har 0,07 kvadratkilometer vattenytor vilket ger det en sjöprocent på 1,1 procent.